# ريتشل جونسون
ريتشل صبيحة جونسون (بالإنجليزية: Rachel Sabiha Johnson)‏ هي مقدمة تلفزيونية وصحفية بريطانية، ولدت في 3 سبتمبر 1965 في لندن في المملكة المتحدة.

## نشأتها وتعليمها
جونسون هي ابنة عضو البرلمان الأوروبي المحافظ السابق ستانلي جونسون والفنانة شارلوت جونسون وال ( اسم العائلة قبل الزواج : فاسيت). وهي الشقيقة الصغرى لبوريس جونسون، رئيس وزراء المملكة المتحدة لبريطانيا العظمى وأيرلندا الشمالية، وعضو حزب المحافظين في أوكسبريدج وجنوب روزليب؛ والأخت الكبرى لجو جونسون، عضو البرلمان المحافظ عن أوربينجتون، والدها، ستانلي جونسون هو حفيد علي كمال، وهو صحفي تركي-شركسي ليبرالي ووزير الداخلية في حكومة الداماد محمد فريد باشا، الصدر الأعظم للإمبراطورية العثمانية، وقد تم اغتياله أثناء حرب الاستقلال التركية في 1922. خلال الحرب العالمية الأولى، تم تشخيص جدها واخته كأشخاص بريطانيين وقاموا باستعمال اسم عائلة جدتهم قبل زواجها وهو جونسون. جدها (والد امها) هو السير جيمس فوسيت، وهو محام بارز ورئيس المفوضية الأوروبية لحقوق الإنسان. 
اسم جونسون الأوسط، صبيحة، هو اسم باللغة والثقافة العربية بالأصل وغالبًا ما يستخدم كاسم شخصي في تركيا. «صبيحة» هو اسم الزوجة الثانية لجدها الأكبر، علي كمال، وكانت ابنته لزكي باشا. تصاحب والدها، ستانلي جونسون، مع عمه (اخ ابيه من جهة الاب فقط) زكي كونيرالب، والذي كان ابنها لصبيحة، عندما كان كونيرالب سفيراً تركياً لدى محكمة سانت جيمس في الستينيات. 

تعلمت في مدرسة وينسفورد فيرست في إكسمور، بريمروز هيل الابتدائية في كامدن، شمال لندن، والمدرسة الأوروبية في بروكسل، ومدرسة أشداون هاوس المستقلة في إيست سوسيكس، ومدرسة براينستون في دورست، ومدرسة سانت بول للبنات. في عام 1984، ذهبت إلى كلية نيو كوليج ،  أكسفورد، لقراءة الكلاسيكيات (Literae Humaniores).

## وصلات خارجية
- ريتشل جونسون على موقع IMDb (الإنجليزية)
- ريتشل جونسون على موقع قاعدة بيانات الفيلم (الإنجليزية)